# Alsophila balanocarpa
Alsophila balanocarpa là một loài thực vật có mạch trong họ Cyatheaceae. Loài này được (D.C. Eaton) D.S. Conant mô tả khoa học đầu tiên năm 1983.